# Ramón María Narváez
 (février 2023).
Si vous disposez d'ouvrages ou d'articles de référence ou si vous connaissez des sites web de qualité traitant du thème abordé ici, merci de compléter l'article en donnant les références utiles à sa vérifiabilité et en les liant à la section « Notes et références ».
Pour les articles homonymes, voir Narváez.
Ramón María Narváez y Campos, né à Loja, Province de Grenade le 5 août 1800 et mort à  Madrid le 23 avril 1868, est un militaire et homme d'État espagnol.

## Biographie

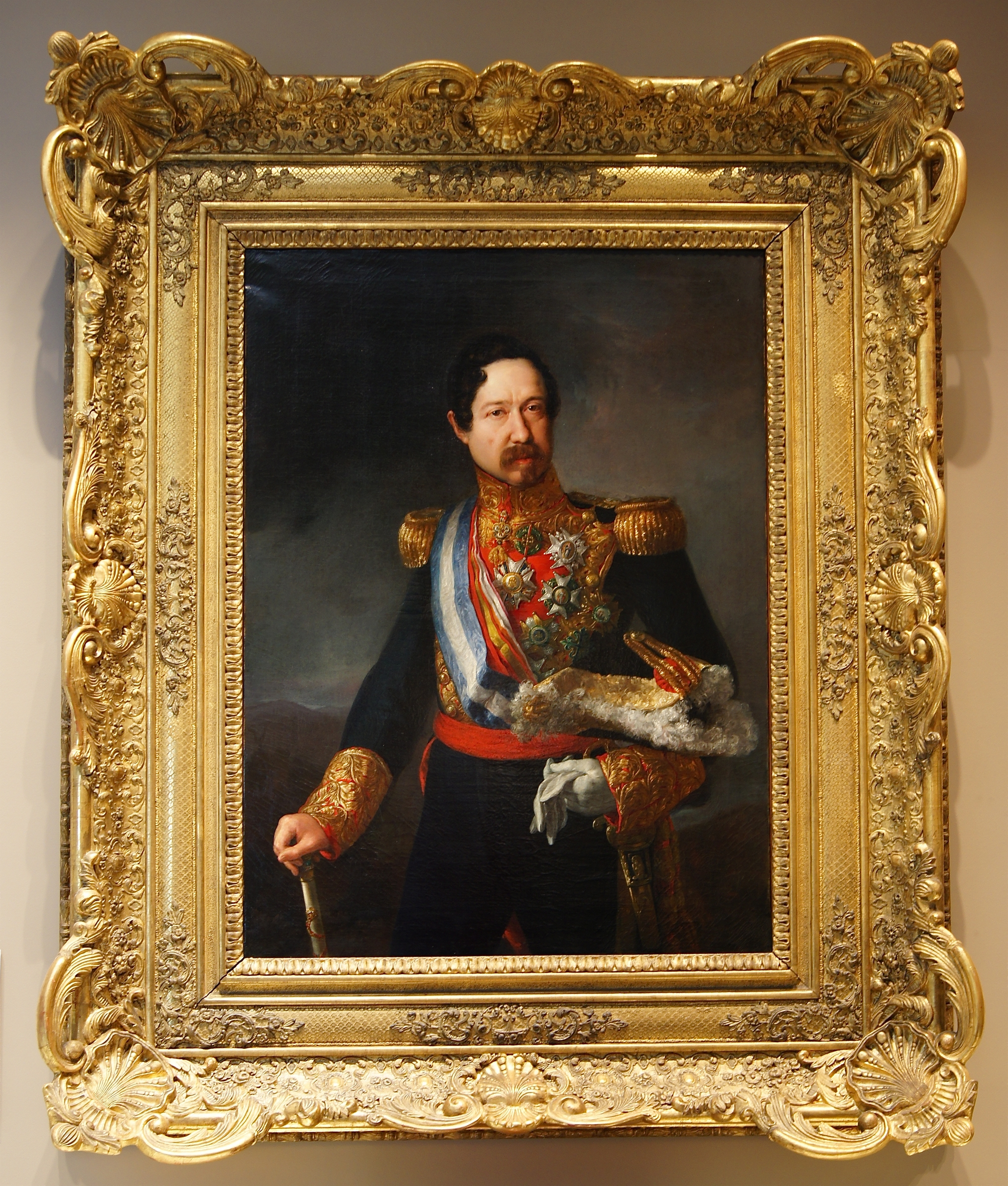
Ramón María Narváez y Campos, par Vicente López. Musée de la Légion d'Honneur, Paris

Ramón María Narváez y Campos est le fils de José María Narváez y Porcel, 1er comte de Cañada Alta et de son épouse, María Ramona Campos y Mateos. 
Après avoir longtemps séjourné en France, il s'oppose au soulèvement absolutiste de 1822, étant tenant du libéralisme. Au cours de la Première guerre carliste, il prend parti pour Isabelle II, et monte en grade après avoir joué un rôle déterminant dans les batailles de Mendigorría et d'Arlabán.
En rivalité avec Espartero, un autre officier général de l'armée des partisans d'Isabelle, qui préside le gouvernement de 1837 à 1839, Narváez doit s'exiler à Paris. C'est là qu'il crée l'Orden Militar Española, une association de militaires destinée à renverser le gouvernement progressiste espagnol.
Il rentre en Espagne en 1843, remporte la victoire sur les troupes d'Espartero le 23 juillet, à Torrejón de Ardoz, près de Madrid. En novembre de la même année, il est la cible d'un attentat auquel il survit.
Il épouse à Paris, le 24 mars 1843, Marie Alexandrine de Tascher (5 janvier 1822 - Paris † 13  décembre 1901 à Paris, 9e 14 rue de Clichy, à 79 ans, déclarée le 14/12/1901), fille de Ferdinand de Tascher (22 décembre 1779 - Orléans † 14 décembre 1858 - Paris, 9ème), comte de Tascher, auditeur au Conseil d'État et Pair de France.
En 1844, lorsque Isabelle II devient majeure, Narváez est nommé président du gouvernement, et joue un grand rôle dans la rédaction de la Constitution de 1845. Il présente sa démission en 1851, mais est rappelé en 1856, après le coup d'État de Leopoldo O'Donnell, pour présider le gouvernement ; il est à la tête de trois gouvernements différents entre 1856 et 1868, menant une politique répressive contre les mouvements révolutionnaires. Peu après son décès, Isabelle II est renversée par la Révolution de 1868.
Surnommé, pour sa brutale franchise militaire, el Espadón de Loja (« Le Glaive de Loja »).